# Тимофеева, Галина Алексеевна
Галина Алексеевна Тимофеева (8 января 1937, Заручье, Калининская область — 12 мая 2006, Бологое, Тверская область) — передовик советского железнодорожного транспорта, старший электромеханик Бологовской дистанции сигнализации и связи Октябрьской железной дороги, Окуловский район Новгородской области, Герой Социалистического Труда (1976).

## Биография
Родилась в 1937 году в деревне Заручье Горицкого района (ныне — в Кимрском округе Тверской области).
В 1955—1958 годы училась в Ленинградском железнодорожном техникуме имени Ф. Э. Дзержинского. С июля 1958 по октябрь 1959 года работала электромонтёром сигнализации, централизации и блокировки, затем — старшим электромонтёром, обслуживала участок Заозерье — Торбино. С 1968 года член КПСС.
Высокий профессионал своего дела, она обеспечивала бесперебойную работу вверенного ей участка железной дороги. Создавала возможности для скоростного прохождения участка железнодорожным транспортом.
Указом Президиума Верховного Совета СССР от 5 марта 1976 года «За выдающиеся успехи, достигнутые в выполнении заданий девятой пятилетки и социалистических обязательств» Галине Алексеевне Тимофеевой было присвоено звание Герой Социалистического Труда с вручением ордена Ленина и медали «Серп и Молот».
Продолжала и дальше трудиться на железной дороге. С января 1982 года по октябрь 1984 года работала в должности инженера по повышению надёжности работы устройств на дистанции. До ноября 1995 года трудилась старшим электромехаником СЦБ. Вышла на заслуженный отдых в ноябре 1995 года.
Представляла отрасль и свой район в качестве депутата Калининского областного Совета.
Проживала в городе Бологое. Умерла 12 мая 2006 года. Похоронена в деревни Ригодищи Бологовского района.

## Награды
За трудовые успехи была удостоена:
- золотая звезда «Серп и Молот» (05.03.1976);
- орден Ленина (05.03.1976);
- Орден Трудового Красного Знамени (04.05.1971);
- другие медали.